# Jochen F. Kirchhoff
Jochen Melchior Friedrich Kirchhoff (* 21. April 1927 in Iserlohn; † 18. Dezember 2019) war ein deutscher Unternehmer. Er war Vorsitzender des Beirates und des Gesellschafterkreises des Fahrzeugkomponenten- und Werkzeugherstellers Kirchhoff Gruppe in Iserlohn.

## Leben und Wirken
Jochen Friedrich Kirchhoff studierte von 1946 bis 1950 Bergbau und Maschinenbau an der Bergakademie Clausthal und anschließend bis 1952 Wirtschaftswissenschaften an der Universität zu Köln. 1953 wurde er an der Bergakademie zum Dr.-Ing. promoviert.
Von 1953 bis 1968 arbeitete er bei der Deutsche Babcock in Oberhausen, wo er von bis 1963 bis 1968 Vorstandsmitglied war. Von 1968 bis 1992 war er Inhaber und Geschäftsführer des Familienunternehmens Stephan Witte & Comp. in Iserlohn. Ab 1993 war er Vorsitzender der Geschäftsführung und ab 2007 Vorsitzender des Beirates und des Gesellschafterkreises der Kirchhoff Gruppe in Iserlohn.
Neben seiner unternehmerischen Tätigkeit war er in leitender Funktion Mitglied in wirtschaftlichen Gremien und Verbänden. Er war Vizepräsident des Instituts der Deutschen Wirtschaft und Mitglied des Präsidiums der Bundesvereinigung deutscher Arbeitgeberverbände. Von 1983 bis 2004 war er Präsident der Landesvereinigung der Arbeitgeberverbände Nordrhein-Westfalen und von 1983 bis 1997 als Präsident des Verbands der Metall- und Elektro-Industrie Nordrhein-Westfalen, danach als Ehrenpräsident beider Verbände.
Er war stellvertretender Aufsichtsratsvorsitzender  des Pensions-Sicherungs-Vereins in Köln, Mitglied des Aufsichtsrats der Deutschen Nickel AG in Schwerte, der Vereinigten Deutschen Nickel-Werke AG in Düsseldorf und der TÜV Mitte AG in Essen. Daneben gehörte er dem Beirat der Firma Wilhelm Berg in Altena, der Deutschen Bank AG, Bezirk Wuppertal, der Heidelberger Zement AG sowie der Märkisches Stahldrahtwerk GmbH in Altena an.
Jochen F. Kirchhoff war Mitglied des Corps Hercynia Clausthal.

## Ehrungen
- 1987: Verdienstorden des Landes Nordrhein-Westfalen[5]
- 1990: Bundesverdienstkreuzes am Bande des Verdienstordens der Bundesrepublik Deutschland
- Großes Verdienstkreuz des Verdienstordens der Bundesrepublik Deutschland
- 2007: Ehrenring der Stadt Iserlohn
- 2008: Großes Verdienstkreuz mit Stern des Verdienstordens der Bundesrepublik Deutschland
- 2010: Preis Soziale Marktwirtschaft der Konrad-Adenauer-Stiftung[6]
- Großes Ehrenzeichen für Verdienste um die Republik Österreich
- Orden des Marienland-Kreuzes der Republik Estland